# Brazil Open Series
Il Brazil Open Series è stato un torneo professionistico di tennis giocato sul cemento, che faceva parte dell'ATP Challenger Tour. L'unica edizione si è disputata a Curitiba in Brasile dal 2010.

## Albo d'oro

### Singolare
| Anno | Campione        | Finalista     | Punteggio        |
| ---- | --------------- | ------------- | ---------------- |
| 2010 | Dominik Meffert | Ricardo Mello | 6–4, 6(3)–7, 6–2 |

### Doppio
| Anno | Campioni                         | Finalisti              | Punteggio        |
| ---- | -------------------------------- | ---------------------- | ---------------- |
| 2010 | Dominik Meffert Leonardo Tavares | Ramón Delgado André Sá | 3–6, 6–2, [10–2] |